# El Pujolet (Torrelles de Foix)
El Pujolet és una muntanya de 688 metres que es troba al municipi de Torrelles de Foix, a la comarca de l'Alt Penedès. Forma part d'un petit massís on també hi trobem la Muntanya de Fontfregona a l'oest, i al nord-nord-est el Tossal de Foix, i està inclòs dins l'espai d'interès natural de les Capçaleres del Foix (inclòs en el PEIN de la Generalitat de Catalunya).
Diverses edificacions estan ubicades a les faldes d'aquest cim, com són les masies de Can Julià, Can Janet, Cal Bòlit, Cal Rossell de les Bassegues i els Giberts, amb més del santuari de la Mare de Déu de Foix, que es troba prop de les restes del Castell de Foix.